# Siilitie (stație de metrou)

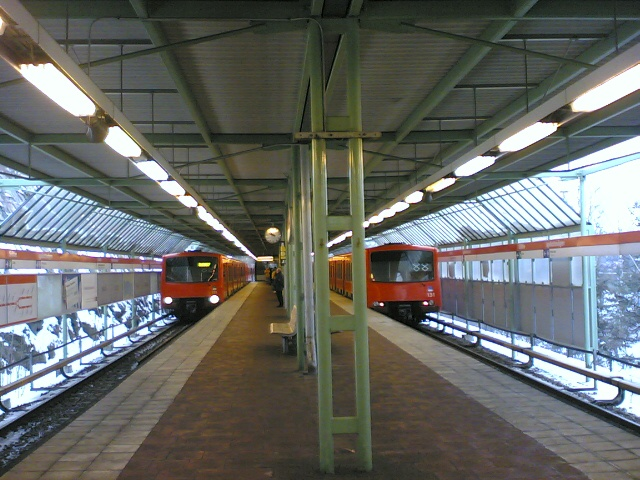
Staţia Siilitie

Siilitie (Igelkottsvägen în suedeză) este o stație de suprafață a metroului din Helsinki, folsită pentru acces la partea de nord a cartierului Herttoniemi din estul orașului. Stația a fost inaugurată pe 1 iunie 1982 și a fost planificată de Jaakko Ylinen și Jarmo Maunula. Este situată la o distanță de 1,367 km de stația Herttoniemi și 2,064 km de stația Itäkeskus.